# Daniela Pelka
Daniela Małgorzata Pelka – polska językoznawczyni, dr hab. nauk humanistycznych, profesor uczelni Instytutu Językoznawstwa Wydziału Filologicznego Uniwersytetu Opolskiego.

## Życiorys
8 lipca 2004 obroniła pracę doktorską Polsko-niemieckie kontakty językowe na Górnym Śląsku na przykładzie okolicy Głogówka, 26 czerwca 2014 habilitowała się na podstawie pracy zatytułowanej "Wiadomości Górnośląskie" i ich gazety-kontynuatorki z perspektywy lingwistycznej. Jest profesorem uczelni w Instytucie Językoznawstwa na Wydziale Filologicznym Uniwersytetu Opolskiego.
Była adiunktem w Instytucie Filologii Germańskiej na Wydziale Filologicznym Uniwersytetu Opolskiego.